# Реґіомонтан
Реґіомонта́н (лат. Regiomontanus, справжнє ім'я Йога́нн Мю́ллер, нім. Johannes Müller; 6 червня 1436, Кенігсберг (Баварія) — 6 липня 1476, Рим) — видатний німецький математик, астроном, а також астролог, конструктор астрономічних інструментів, видавець, перекладач і католицький єпископ. Ім'я Реґіомонтан, яке є латинізованою назвою рідного міста Йоганна Мюллера, мабуть вперше вжив Філіп Меланхтон у передмові до свого видання книги «Сфера світу» Сакробоско.

## Життєпис
Йоганн Мюллер народився в місті Кенігсберзі в Баварії. Уже в 11 років він став студентом Лейпцизького університету. Навесні 1450 в 14 років він перейшов у Віденський університет. У 15 років після закінчення факультету вільних мистецтв Реґіомонтан став бакалавром. З 1453 року слухав лекції з математики та астрономії Георга Пурбаха, з яким згодом співпрацював до раптової смерті останнього в 1461. 1457 року Реґіомонтан став магістром і сам почав читати лекції. У цьому ж році він розпочав систематичні астрономічні спостереження.
У 1461 році Реґіомонтан познайомився з кардиналом Віссаріоном, від якого отримав пропозицію зробити поїздку до Італії, і в складі його почту поїхав до Риму. Протягом усього часу, який Реґіомонтан провів при кардиналі, він вів активний розшук давньогрецьких рукописів. Влітку 1463 Віссаріон їде до Венеції як папський легат, а Реґіомонтан його супроводжував. Тут Реґіомонтану першому в Європі вдалося виявити текст уцілілих шести книг «Арифметики» Діофанта. 1464 року Реґіомонтан читав у Падуї лекції з астрономії ал-Фаргані. В той таки час він познайомився з феррарським астрономом і математиком Джованні Біанкіні і вів з ним листування.
Також у Римі мав зустрічі з українським астрономом Юрієм Дрогобичем.

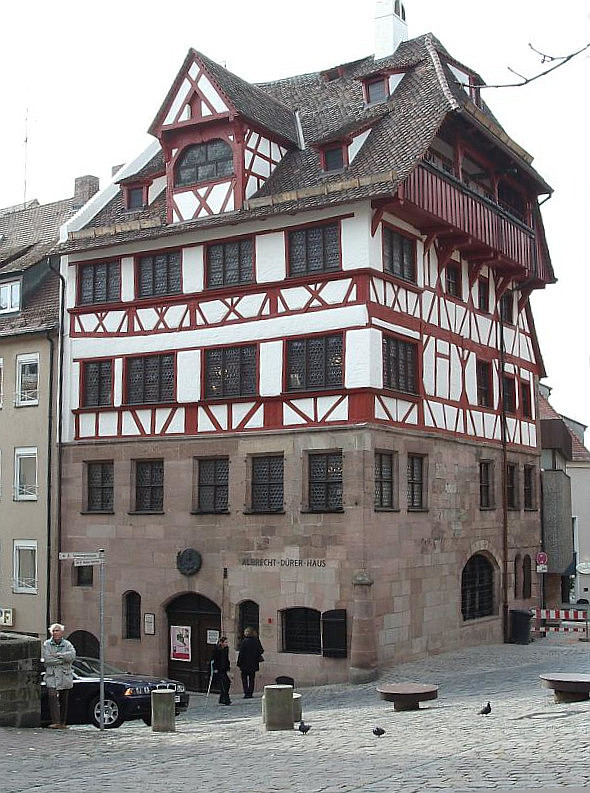
Будинок Дюрера в Нюрнберзі, що раніше належав учневі Реґіомонтана Бернхарду Вальтеру

Влітку 1467 Реґіомонтан приїхав до Угорщини на запрошення єпископа Яноша Вітеза і працював у Буді при дворі угорського короля Матвія Корвіна. З 1471 року Реґіомонтан жив у Нюрнберзі, де він разом зі своїм учнем Бернхардом Вальтером заснував наукову друкарню та одну з перших в Європі обсерваторій у будинку, який згодом придбав знаменитий художник Альбрехт Дюрер (зараз будинок-музей Дюрера). Одним із перших оцінив значення недавно винайденого друкарства для науки, і надрукував «Нову теорію планет» Пурбаха (1472), деякі праці давньогрецьких учених; регулярно видавав астрономічні календарі.
Помер Реґіомонтан у 1476 році в Римі, куди приїхав для вироблення календарної реформи.

## Внесок у науку

### Математика

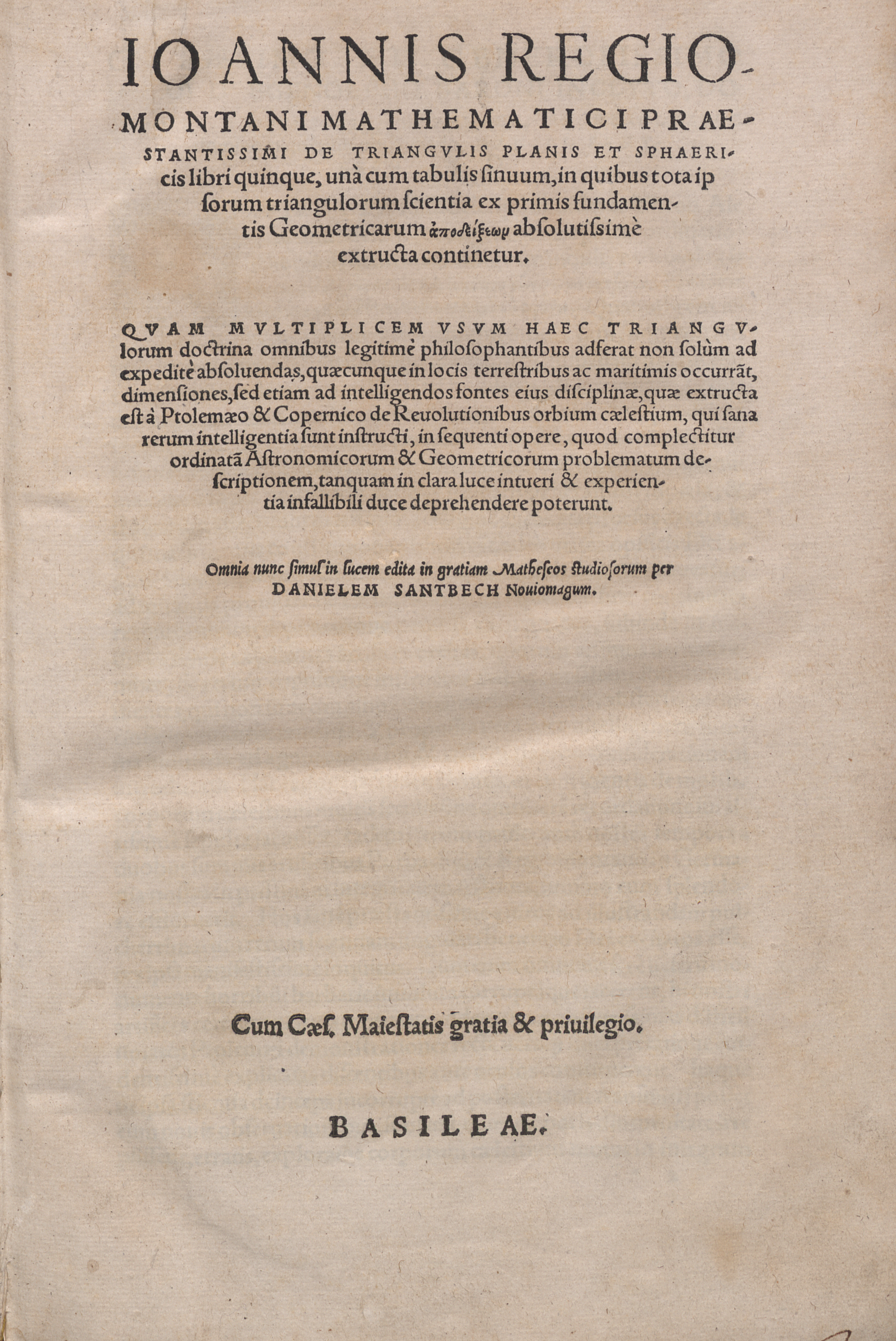
De triangulis planis et sphaericis libri

Основною математичною працею Реґіомонтана був твір «Про всі види трикутників» (1462—1464). Це була перша праця в Європі, в якій тригонометрія розглядалася як самостійна дисципліна. У друкованому вигляді цей твір було опубліковано в 1533 році.
Перша книга цього твору присвячена вирішенню плоских трикутників. У другій книзі вводиться теорема синусів для плоских трикутників і розглядається ряд задач про плоскі трикутники, що призводять до квадратних рівнянь. Третя книга викладає основи сферичної геометрії. Її зміст великою мірою збігається зі «Сферика» Менелая і з аналогічними роботами арабомовних авторів. Центральною теоремою четвертої книги є сферична теорема синусів. У п'ятій книзі доводиться теорема, еквівалентна сферичній теоремі косинусів. Дві останні книги переважно спираються на роботи математиків країн ісламу, таких як Аль-Баттані і ат-Тусі.
Більшість матеріалів зі сферичної геометрії у своїй книзі Реґіомонтан позичив без жодної згадки з робіт Джабіра ібн Афлаха XII століття, це відзначив у XVI сторіччі Джироламо Кардано.
Іншою важливою математичною працею Реґіомонтана були складені ним семизначні таблиці синусів з кроком 1' і таблиці тангенсів.

### Астрономія
Діяльність Реґіомонтана багато в чому сприяла відродженню астрономії в Європі у новий час.
Завершив переклад «Альмагеста» Клавдія Птолемея на латину, розпочатий Пурбахом, і написав коментар до нього. У Відні, разом з Пурбахом, а потім у Нюрнберзі виконав велику кількість спостережень планет, Місяця і Сонця, які лягли в основу складених ним астрономічних таблиць, які замінили застарілі на той час «Альфонсові таблиці». 1474 року Реґіомонтан видав «Ефемериди» — таблиці координат зірок, положень планет і обставин з'єднань і затемнень на кожен день з 1475 по 1506 роки. Це були останні в історії науки таблиці, розраховані на основі теорії Птолемея, і перші астрономічні таблиці, видані типографським способом, ними користувалися Васко да Гама, Христофор Колумб та інші мореплавці.
Розробив метод «місячних відстаней» для знаходження широти і довготи на морі. Реґіомонтан написав низку робіт про астрономічні інструменти: універсальну астролябію (так звана «сафея», описана аз-Заркалі), сонячний годинник, армілярну сферу (сам Реґіомонтан називає цей пристрій «метеороскопом»).
В астрології він описав систему астрологічних домів, яка витіснила популярну на той момент систему Алькабітіуса.
На честь ученого названий астероїд 9307 Регіомонтан, відкритий у 1987 році.

## Основні праці
- Regiomontanus, Johannes: Ephemerides, Nürnberg, 1474
- Regiomontanus, Johannes: Disputationes contra Cremonensia in planetarum theoricas deliramenta, Nürnberg, ca. 1474/75
- Regiomontanus, Johannes / Peuerbach, Georg von: Epitome in Cl. Ptolomaei magnam compositionem, Venice, 1496
- Regiomontanus, Johannes: Kalendarium, 1476
- Regiomontanus, Johannes: De Cometae magnitudine, longitudineque ac de loco eius vero, problemata XVI., Basel, 1561
- Regiomontanus, Johannes: De Triangvlis Planis Et Sphaericis, Basel, 1561 (Баварська національна бібліотека)
- Альманахи, календарі та ефемериди Реґіомонтана у зібранні Баварської національної бібліотеки
- Regiomontanus, Johannes: Opera Collectanea. Osnabrück: Otto Zeller 1972 (включає спостереження Бернхарда Вальтера)